# Île d'Eccica
L'île d'Eccica, en langue corse isula d'Eccica, est un îlot inhabité de Corse-du-Sud. Il se trouve à environ 750 mètres de la pointe d'Eccica, à la sortie sud-ouest du golfe de Valinco (commune de Belvédère-Campomoro).